# Hermetic Brotherhood of Luxor

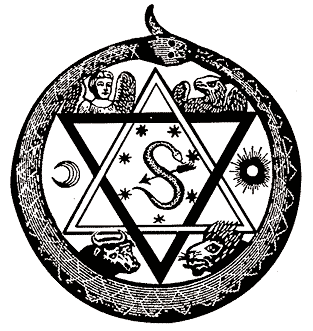
Sigillo della Fratellanza Ermetica di Luxor

La Hermetic Brotherhood of Luxor (in italiano: «Confraternita Ermetica di Luxor») fu un'organizzazione  iniziatica che dava insegnamenti di occultismo pratico, della quale venne dato pubblico annunzio nell'autunno del 1884, benché un documento ufficiale della Fraternità retrodati l'inizio dei suoi effettivi lavori occulti al 1870.
Secondo questo documento, scritto da Peter Davidson, l'ordine fu fondato da Max Théon, dopo che in Inghilterra fu iniziato come neofita da "un adepto del sereno, sempre esistente e antico Ordine dell'originale HB di L.".

## Storia
In realtà, come hanno sostenuto Godwin e i suoi collaboratori in uno studio storico riguardante questa società segreta occulta, il quale si fonda sulla valutazione critica e presentazione, anche fotostatica, di ampi documenti originali inerenti la stessa e si basa anche su di una anteriore ricerca di Chanel condotta presso discepoli di Mère (al secolo:Mirra Alfassa) che fu per un po' di tempo allieva di Théon, l'organizzazione promossa dal 1884 da Davidson con l'aiuto di un truffatore (Burgoyne) e del reverdendo Ayton, aveva ben poco a che spartire ormai con le direttive di Théon, che formalmente non vi aderì ma diede vita, in modo affatto autonomo, con la moglie, ad un personale cenacolo o fratellanza Cosmica, poi stabilendosi con lei ad Algeri, dove avrebbe aperto individualmente il suo sapere occulto a cerchie ristrettissime di nuovi allievi, tra i quali, verso il 1906, appunto Mirra Alfassa: come Théon di ascendenza israelita.  
Peter Davidson si era intanto autonominato Gran Maestro Provinciale del Nord (Scozia), e poi anche della Sezione Occidentale (America).
Gli insegnamenti della H.B. of L., che operava anche mediante la distribuzione postale di fascicoli riservati ai suoi affiliati, attingono tra l'altro dalle teorie magico-sessuali attribuite a Paschal Beverly Randolph, le quali forse esercitarono qualche influenza sulla prassi interna adottata, ai suoi albori, nell'Ordo Templi Orientis (OTO) (fondato da Theodor Reuss con l'assistenza di Karl Kellner e Franz Hartmann - questi già collaboratore, in India, di Madame Blavatsky; e in seguito guidato da Aleister Crowley) (Greenfield 1997).
Le dottrine attribuite a Randolph circolano nel volume dal titolo Magia Sexualis, del quale il filosofo romano Julius Evola curò, nel 1969, un'edizione in italiano presso le Edizioni Mediterranee; si tratta di opera affine, nell'aspetto teorico, a quelle oggi in circolazione a firma di Maria Naglowska, della quale lo stesso Evola aveva esposto la dottrina nel suo Metafisica del Sesso (prima edizione: Roma, Atanor, 1958).